# Пистолетная рукоять

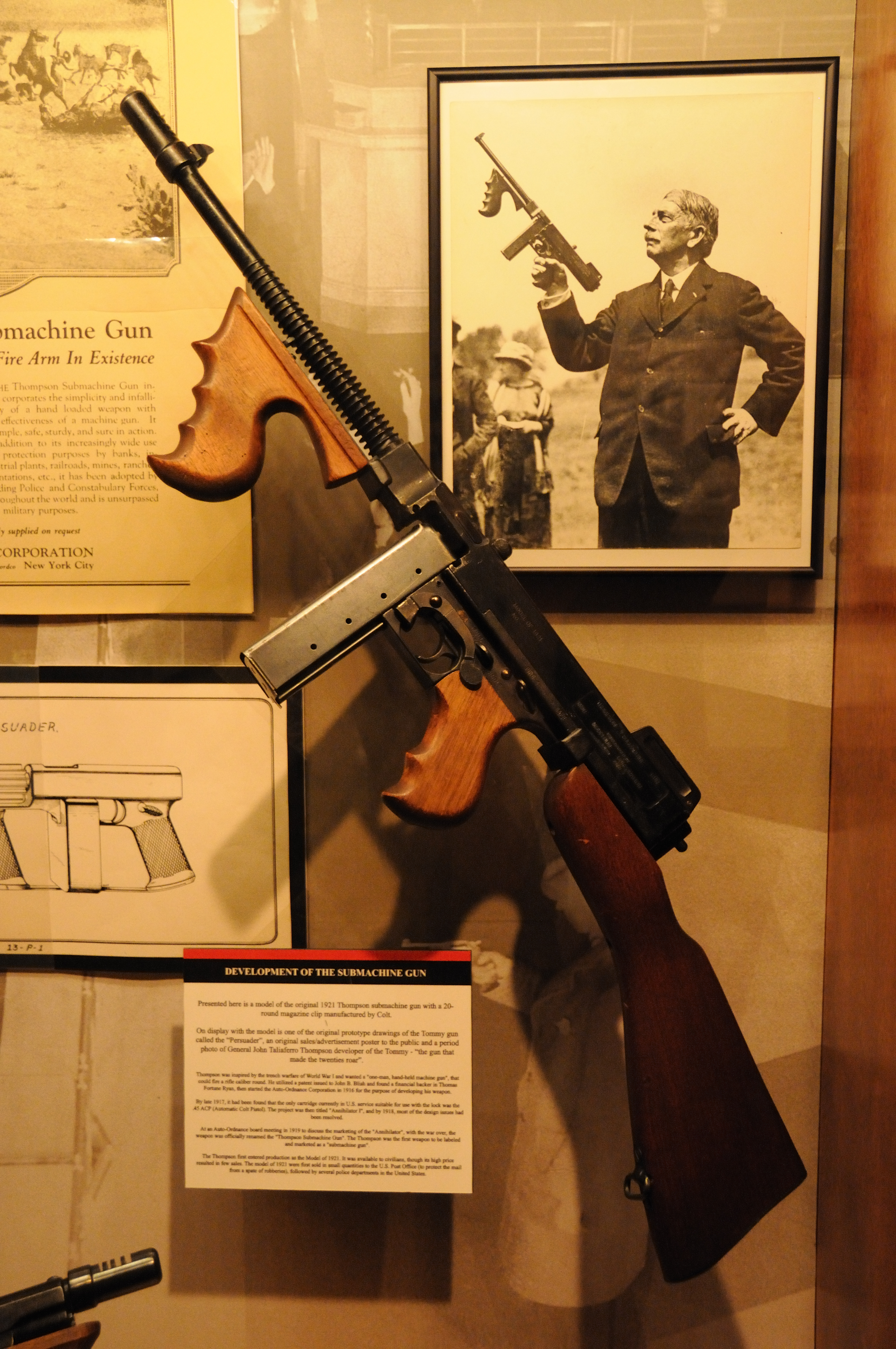
Пистолет-пулемёт Томпсона с анатомической рукояткой

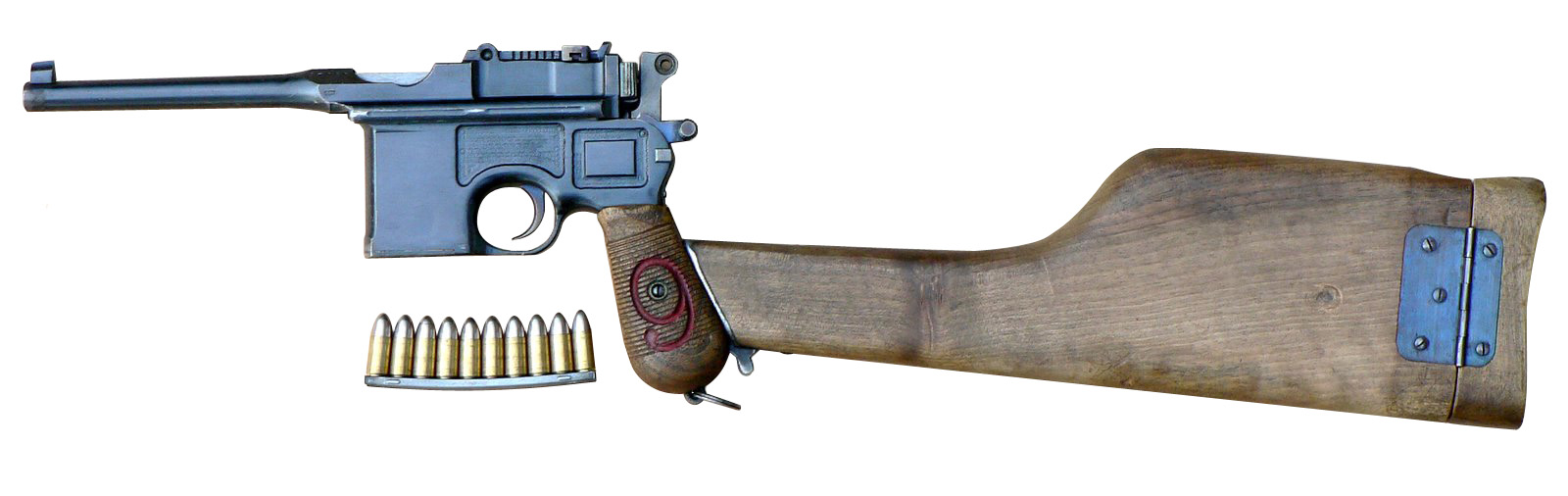
Пистолет Маузер К-96 с кобурой-прикладом

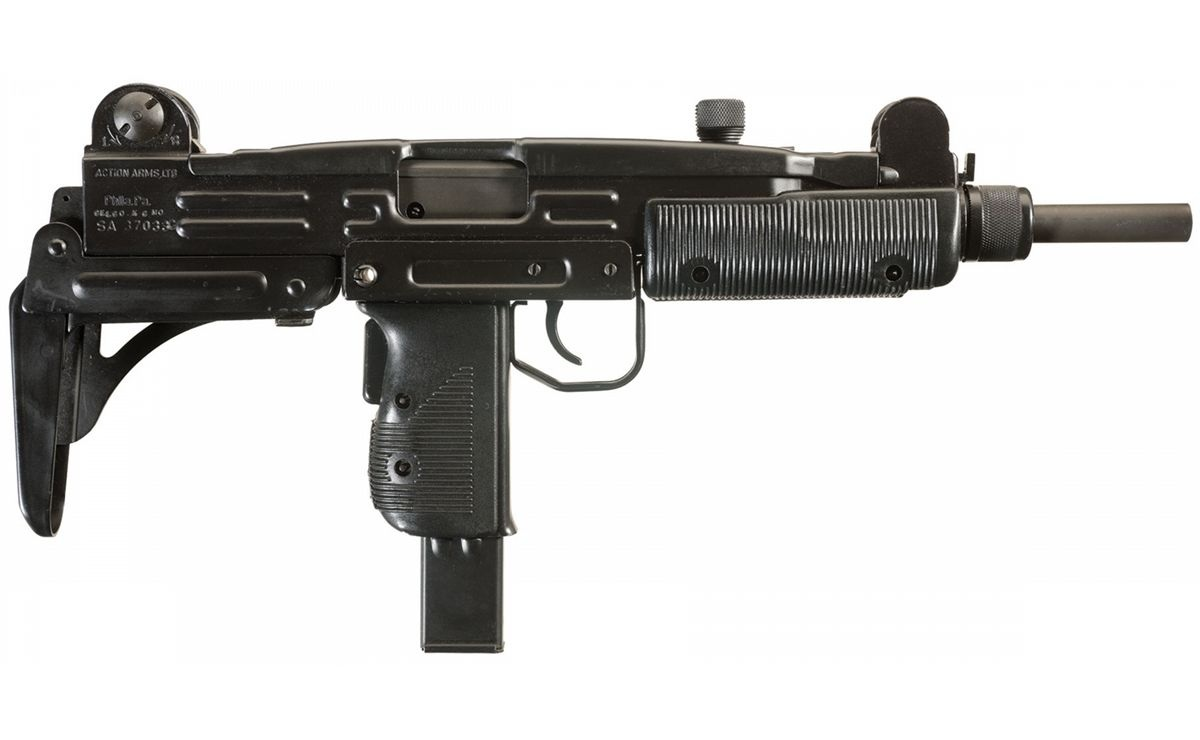
Пистолет-пулемёт Uzi с магазином в пистолетной рукояти

Steyr AUG — один из наиболее известных автоматов, изготовленных по схеме булл-пап

Пистоле́тная рукоя́ть — деталь огнестрельного оружия, предназначенная для его контроля и удержания. Как правило, расположено позади магазина, не считая оружие компоновки булл-пап, современные модели пистолетов и некоторых пистолетов-пулемётов.
Применяется в огнестрельном оружии примерно с XV века. Рукоять того времени представляли собой деревянную колоду, предназначенную для удержания насаженного на нее ствола. Форма рукояти и ее изгиб менялись по мере увеличением требований по дальности стрельбы, точности и эргономике. Понятие анатомической пистолетной рукояти берет начало со второй половины XIX века. После Второй мировой войны, развитием анатомической, стала эргономическая рукоять, обеспечивающая удобный хват орудия.
Непосредственно в рукояти пистолета находится паз для крепления кобуры-приклада, магазин, автоматический предохранитель, щёчки (если таковые отсутствуют, то их роль выполняет рифлёная поверхность рукояти).